# Carl Göran Regnéll

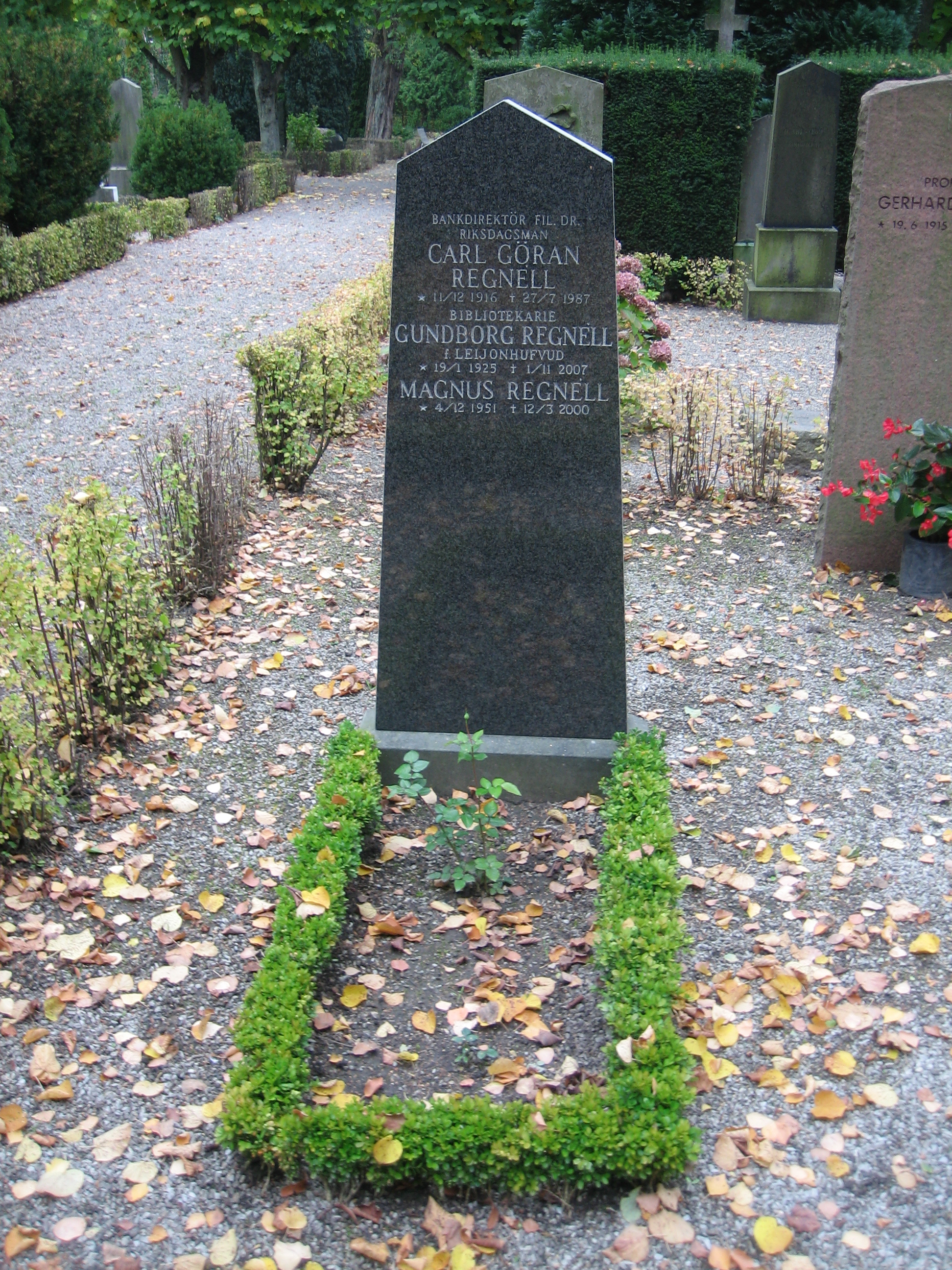
Carl Göran Regnélls gravsten på Östra kyrkogården i Lund.

Carl Göran Regnéll, född 11 december 1916 i Lund, död där 27 juli 1987, var en svensk bankdirektör och riksdagspolitiker (M). Han var bror till Gerhard och Hans Regnéll.
Carl Göran Regnéll studerade vid Lunds universitet och blev filosofie doktor där 1944 på en avhandling i slaviska språk. Han var vice ordförande i Lunds studentkår 1939–1940 och ordförande 1943–1944. År 1947 blev han bankdirektör i Skandinaviska banken och från 1970 var han bankdirektör i Skandinaviska enskilda banken. Han var ledamot av riksdagens andra kammare 1956–1970. Han var också ledamot i den nya enkammarriksdagen 1971–1976. Som riksdagsman var han ordförande för bankoutskottet 1962–1970.
Regnéll var 1970–1980 ålderman för Sankt Knuts Gille i Lund. Han gifte sig 1948 med bibliotekarien Gundborg Anna Franziska Leijonhufvud (1925–2007), som var dotter till häradshövdingen, friherre Erik Leijonhufvud och Helene, född Neovius. Carl Göran och Gundborg Regnéll ligger begravda på Östra kyrkogården i Lund. Tillsammans fick de sonen Tobias Regnéll.